# Ndelele
Ndelele es una comuna camerunesa perteneciente al departamento de Kadey de la región del Este.
En 2005 tiene 26 127 habitantes, de los que 4199 viven en la capital comunal homónima.
Se ubica sobre la carretera P4 en el este de la región. Su territorio es fronterizo con la República Centroafricana.

## Localidades
Comprende la ciudad de Ndelele y las siguientes localidades:
- Aïto
- Alanda
- Banga
- Békélé
- Belembé
- Bélingou
- Bélita
- Dimé
- Dongali
- Dongongo
- Kobi
- Mépouta
- Mobéso
- Nakonbo
- Ndanko Sopélé
- Ndélélé
- Ngalando
- Ngoto
- Parné
- Patare
- Sangalé
- Sembé
- Sembé II
- Sobolo
- Tindi
- Yola